# Edmond Bezik
Edmond Bezik (arménien : Էդմունդ Բազիկյան), né le 12 août 1975 à Téhéran, est un footballeur iranien qui évolue actuellement au F.C. Ararat Teheran. Il détient le record de buts inscrits en ligue iranienne avec 84 réalisations.